# Iria carinata
Iria carinata är en insektsart som beskrevs av Walker. Iria carinata ingår i släktet Iria och familjen hornstritar. Inga underarter finns listade i Catalogue of Life.